# Esteville
Ne doit pas être confondu avec Estevelles.
Esteville est une commune française située dans le département de la Seine-Maritime en région Normandie.

## Géographie

### Localisation
|                     | Cottevrard                |        |
| Bosc-le-Hard        | Esteville                 | Critot |
| Claville-Motteville | Saint-Germain-sous-Cailly | Cailly |

### Hydrographie
La commune est située dans le bassin Seine-Normandie. Elle n'est drainée par aucun cours d'eau,.

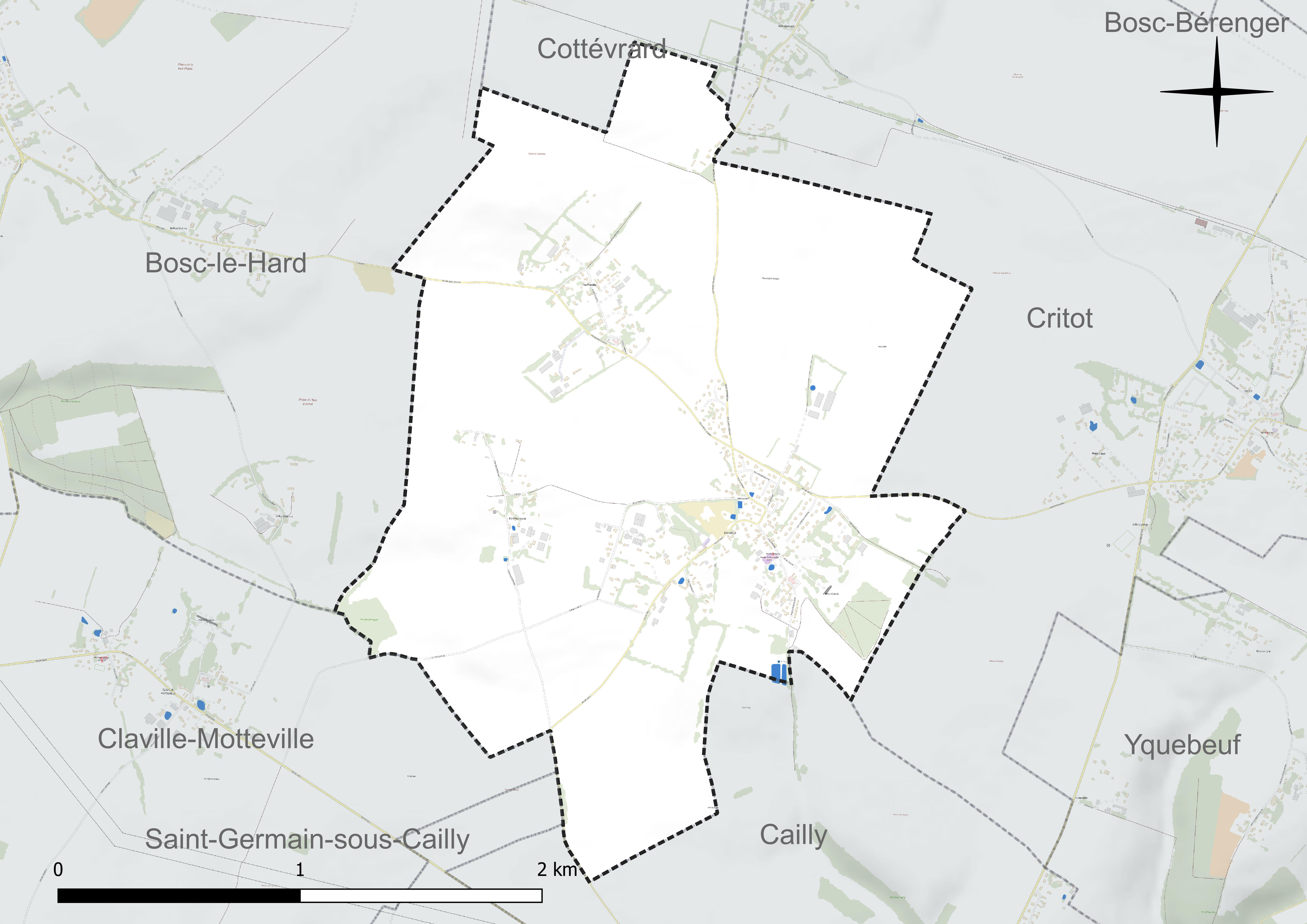
Réseau hydrographique d'Esteville.

### Climat
Pour des articles plus généraux, voir Climat de la Normandie et Climat de la Seine-Maritime.
En 2010, le climat de la commune est de type climat océanique dégradé des plaines du Centre et du Nord, selon une étude du CNRS s'appuyant sur une série de données couvrant la période 1971-2000. En 2020, Météo-France publie une typologie des climats de la France métropolitaine dans laquelle la commune est exposée à un climat océanique et est dans la région climatique Côtes de la Manche orientale, caractérisée par un faible ensoleillement (1 550 h/an) ; forte humidité de l’air (plus de 20 h/jour avec humidité relative > 80 % en hiver), vents forts fréquents. Parallèlement le GIEC normand, un groupe régional d’experts sur le climat, différencie quant à lui, dans une étude de 2020, trois grands types de climats pour la région Normandie, nuancés à une échelle plus fine par les facteurs géographiques locaux. La commune est, selon ce zonage, exposée à un « climat maritime », correspondant au pays de Caux, frais, humide et pluvieux, légèrement plus frais que dans le Cotentin.
Pour la période 1971-2000, la température annuelle moyenne est de 10,1 °C, avec une amplitude thermique annuelle de 14,3 °C. Le cumul annuel moyen de précipitations est de 853 mm, avec 13,2 jours de précipitations en janvier et 8,8 jours en juillet. Pour la période 1991-2020, la température moyenne annuelle observée sur la station météorologique la plus proche, située sur la commune de Rouen à 20 km à vol d'oiseau, est de 12,6 °C et le cumul annuel moyen de précipitations est de 817,9 mm,. Pour l'avenir, les paramètres climatiques de la commune estimés pour 2050 selon différents scénarios d’émission de gaz à effet de serre sont consultables sur un site dédié publié par Météo-France en novembre 2022.

## Urbanisme

### Typologie
Au 1er janvier 2024, Esteville est catégorisée commune rurale à habitat dispersé, selon la nouvelle grille communale de densité à sept niveaux définie par l'Insee en 2022.
Elle est située hors unité urbaine. Par ailleurs la commune fait partie de l'aire d'attraction de Rouen, dont elle est une commune de la couronne,. Cette aire, qui regroupe 317 communes, est catégorisée dans les aires de 200 000 à moins de 700 000 habitants,.

### Occupation des sols
L'occupation des sols de la commune, telle qu'elle ressort de la base de données européenne d’occupation biophysique des sols Corine Land Cover (CLC), est marquée par l'importance des territoires agricoles (90,7 % en 2018), en diminution par rapport à 1990 (93,5 %). La répartition détaillée en 2018 est la suivante : 
terres arables (72,7 %), prairies (18,1 %), zones urbanisées (9,3 %). L'évolution de l’occupation des sols de la commune et de ses infrastructures peut être observée sur les différentes représentations cartographiques du territoire : la carte de Cassini (XVIIIe siècle), la carte d'état-major (1820-1866) et les cartes ou photos aériennes de l'IGN pour la période actuelle (1950 à aujourd'hui).

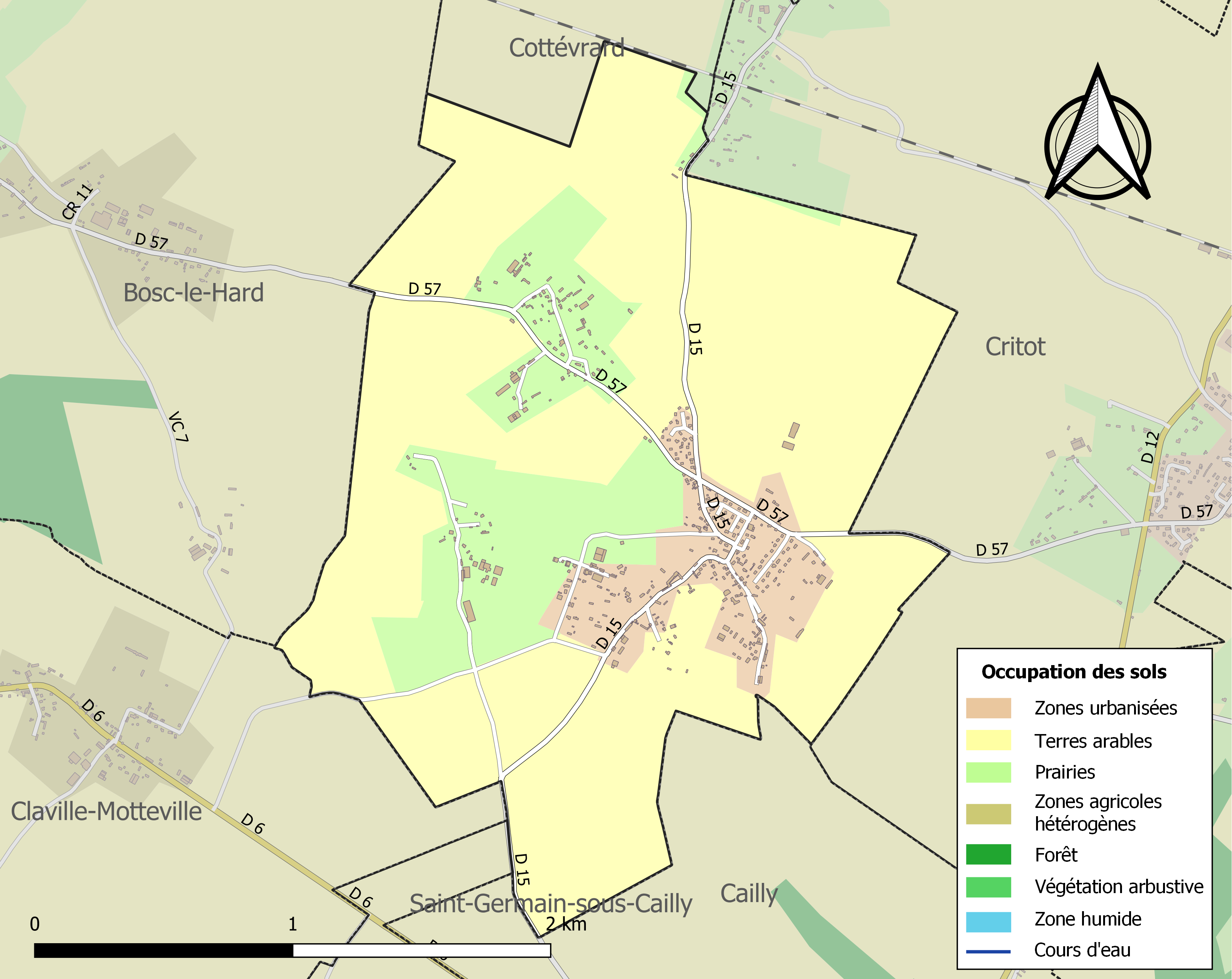
Carte des infrastructures et de l'occupation des sols de la commune en 2018 (CLC).

## Toponymie
Le nom de la localité est attesté sous les formes Etevilla vers 1185 ; puis Eteville en 131 9 ; ensuite Esteville en 1362 - 1365 ; Touffreville Etheville en 1648 ; Edeville en 1715 ; Touffreville et son annexe à Edeville en 1738 ; Esteville en 1757,.
La prononciation moderne « Esstevil » est basée sur l'adjonction exceptionnelle d’un s graphique après la voyelle e à partir du XIIIe siècle dans certains documents, puis régulièrement dès le milieu du XVIIIe siècle, mais non conforme à la prononciation traditionnelle et à l'étymologie. Edeville, souvent noté vers le XVIIe siècle, reflète l'évolution régulière de la prononciation à partir de la forme originelle Eteville.
Il s'agit d'une formation médiévale en -ville « domaine rural » (appellatif toponymique issu du gallo-roman VILLA « grand domaine rural »). Le premier élément Este- représente vraisemblablement un nom de personne comme dans la plupart des composés en -ville.
Pour expliquer le premier élément Este-, Albert Dauzat, reprenant une suggestion de Hermann Gröhler, et qui ne connaît pas de forme ancienne, émet l'hypothèse d'un *Aestivalis (villa), comprendre « domaine rural utilisé comme lieu d'estivage ». Le mot estival en français est un emprunt médiéval au latin de l'époque impériale aestivālis, de même sens, dérivé du latin classique aestīvus « id. », dérivé de aestās, -ātis « été ». Estival est attesté pour la première fois en français au XIIe siècle. Cette explication est incompatible avec la nature des formes anciennes.
En revanche, d'après les formes anciennes et celles régulièrement attestées jusqu'au milieu du XVIIIe siècle, François de Beaurepaire propose le nom de personne francique Etto que l'on retrouve dans le toponyme Etting en Lorraine (suivi du suffixe germanique -ing).
Remarque : Esteville se trouve dans un environnement où les éléments toponymiques anglo-scandinaves sont nombreux (Touffreville, Critot, Yquebeuf, Bracquetuit, etc.). Il existe un nom de personne féminin vieux danois Etta, variante du vieux norois Ætta et hypocoristique d’Ǣstríðr (cf. Astrid (prénom)). La présence de femme dans l'anthroponymie scandinave en Normandie semble rare, malgré quelques exemples (cf. la Haye-Gonnor à 15 km).
L'ancienne paroisse de Touffreville a été rattachée à Esteville, elle est mentionnée sous la forme latinisée Touffrevilla au XIIe siècle. Il s'agit d'un des nombreux Touffreville de Normandie (ex. : Touffreville-la-Câble, Torfreivilla en 1218 ; Touffreville-la-Corbeline, Turfretvilla vers 1040, etc.). Comme le montrent davantage les formes anciennes d'autres Touffreville, le premier élément est l'anthroponyme scandinave Þórfriðr (Thorfridr) latinisé en Torfridus, Torfredus dans les textes de la Normandie ducale. On le trouve également dans Touffrécales à Fresnoy-Folny (Seine-Maritime, Torfrescalis en 1156) suivi du vieux norois skáli « habitation temporaire, chalet », ainsi que dans le Mesnil-Touffray (Calvados).

## Politique et administration
| Période                                  | Période       | Identité                    | Étiquette | Qualité                                     |
| ---------------------------------------- | ------------- | --------------------------- | --------- | ------------------------------------------- |
| Les données manquantes sont à compléter. |               |                             |           |                                             |
| 1867                                     |               | Louis-Isaac Périer          |           |                                             |
| 1875                                     |               | Narcisse Déhayes            |           |                                             |
| 1877                                     | 1881          | Magnier                     |           |                                             |
| c. 1921                                  | 1923          | Émile Boulocher († 11/1942) |           |                                             |
| 1923                                     | décembre 1944 | Maurice Bertin              |           | Chevalier du Mérite agricole en 1938        |
| 4 février 1945                           | mai 1945      | Louis Lenormand             |           | Mécanicien                                  |
| 19 mai 1945                              |               | Louis Marie Gressent        |           |                                             |
| Les données manquantes sont à compléter. |               |                             |           |                                             |
| mars 2001                                | mai 2020      | Roger Léger                 |           | Membre du bureau de la CCPNOR (2015 → 2016) |
| mai 2020                                 | En cours      | Manuel Grente               | Horizons  | Agent général d'assurances                  |

## Démographie
L'évolution du nombre d'habitants est connue à travers les recensements de la population effectués dans la commune depuis 1793. Pour les communes de moins de 10 000 habitants, une enquête de recensement portant sur toute la population est réalisée tous les cinq ans, les populations de référence des années intermédiaires étant quant à elles estimées par interpolation ou extrapolation. Pour la commune, le premier recensement exhaustif entrant dans le cadre du nouveau dispositif a été réalisé en 2007.

En 2022, la commune comptait 538 habitants, en évolution de +6,32 % par rapport à 2016 (Seine-Maritime : +0,35 %, France hors Mayotte : +2,11 %).
| 1793 | 1800 | 1806 | 1821 | 1831 | 1836 | 1841 | 1846 | 1851 |
| ---- | ---- | ---- | ---- | ---- | ---- | ---- | ---- | ---- |
| 222  | 320  | 212  | 199  | 299  | 353  | 358  | 360  | 338  |

| 1856 | 1861 | 1866 | 1872 | 1876 | 1881 | 1886 | 1891 | 1896 |
| ---- | ---- | ---- | ---- | ---- | ---- | ---- | ---- | ---- |
| 337  | 304  | 297  | 270  | 315  | 312  | 289  | 246  | 253  |

| 1901 | 1906 | 1911 | 1921 | 1926 | 1931 | 1936 | 1946 | 1954 |
| ---- | ---- | ---- | ---- | ---- | ---- | ---- | ---- | ---- |
| 245  | 245  | 244  | 239  | 215  | 216  | 244  | 297  | 278  |

| 1962 | 1968 | 1975 | 1982 | 1990 | 1999 | 2006 | 2007 | 2012 |
| ---- | ---- | ---- | ---- | ---- | ---- | ---- | ---- | ---- |
| 252  | 261  | 320  | 428  | 378  | 376  | 510  | 529  | 514  |

| 2017 | 2022 | - | - | - | - | - | - | - |
| ---- | ---- | - | - | - | - | - | - | - |
| 495  | 538  | - | - | - | - | - | - | - |

## Culture locale et patrimoine

### Lieux et monuments
- L'église Saint-Firmin[29]. Il ne reste presque rien de l'ancienne église placée sous le patronage du seigneur de Grainville. L'église actuelle, anciennement dédiée à sainte Clotilde, date du début du XVIIe siècle. Elle est alors la chapelle du château voisin et dépend de Touffreville. À partir de 1870, l'édifice subit de profondes transformations dues à l'architecte Georges Simon[30].
- L'église Saint-Sulpice (de l'ancienne commune de Touffreville)[31]. L'église, bâtie probablement au XIIIe siècle, est reconstruite au XVIe siècle, comme l'atteste une dédicace datée du 10 mai 1589. Elle est restaurée dans les années 1950, à la suite des bombardements en 1944, mais elle est amputée de sa partie ouest. Elle possède un retable du XVIe siècle en bois sculpté. Ce retable figure la passion du Christ. Il comprend sept groupes ornés de figurines en terre cuite dorées, relevées de couleur rouge, et surmontés de riches dais gothiques. De chaque côté, des auvents représentent saint Antoine et le patron de la paroisse, saint Sulpice[30].
- Le monument aux morts (1922).
- Le château d'Esteville - XVIIe siècle[32].
- Centre abbé Pierre Emmaüs[33], labellisée maison des Illustres.
- Le château de Touffreville[34].

### Personnalités liées à la commune
- L'abbé Pierre y a habité plus de 20 ans et y est enterré aux côtés de 20 de ses compagnons et de sa secrétaire Lucie Coutaz. Il avait toujours gardé sa petite chambre dans cette commune ; de ses mains, il avait tout conçu dans cette petite chambre toujours dans l'esprit d'Emmaüs car pour l'abbé Pierre « avec un rien on fait vivre tous quand on s'en donne la peine ». Aujourd'hui sa tombe est devenue un lieu de recueillement, la petite commune d'Esteville compte entre 300 et 500 visiteurs par jour[35]. Un centre du Mouvement Emmaüs, « La Halte d'Esteville », où se trouve la chambre de l'abbé, héberge des jeunes en difficulté.
- Lucie Coutaz a secondé en tant que secrétaire l'abbé durant une grande partie de sa vie.

### Héraldique
| Armes d'Esteville | Les armes de la commune d'Esteville se blasonnent ainsi : De gueules au chevron accompagné en chef de deux besants et en pointe d’une tête de daim, le tout d’argent, au chef d’or chargé d’un château de gueules accosté de deux trèfles de sinople. |